# 榕津河
榕津河，流经中国广西壮族自治区平乐县南部，是恭城河左岸支流，发源于广西平乐县源头镇木林村横溪屯西南3.5千米，东南流5.5千米至金井村宅肚屯转北流，入平口水库，出库后西北流，经阳安乡、张家镇及二塘镇，于沙子镇水南村汇入恭城河。干流长74千米，平均比降1.83‰，流域面积901平方千米。